# نيل مورغان
نيل مورغان (بالإنجليزية: Neal Morgan)‏ هو طبال أمريكي، ولد في 7 مارس 1979.